# Ниэмелянхови
Ни́эмелянхо́ви (фин. Niemelänhovi) — посёлок в составе Хаапалампинского сельского поселения Сортавальского района Республики Карелия.

## Общие сведения
Расположен на берегу залива в северо-западной части Ладожского озера, на автодороге Сортавала — Лахденпохья.
В посёлке действует туристический гостиничный комплекс «Ладожская усадьба».

## Население

Памятник основателю Ладожской усадьбы Оскару Петрусу Ниссинену

| 2002 | 2009 | 2010 | 2013 |
| ---- | ---- | ---- | ---- |
| 315  | ↘255 | ↘210 | ↗214 |

## Улицы
- ул. Набережная
- ул. Озерная
- ул. Центральная

## Галерея

НАЗВАНИЕ
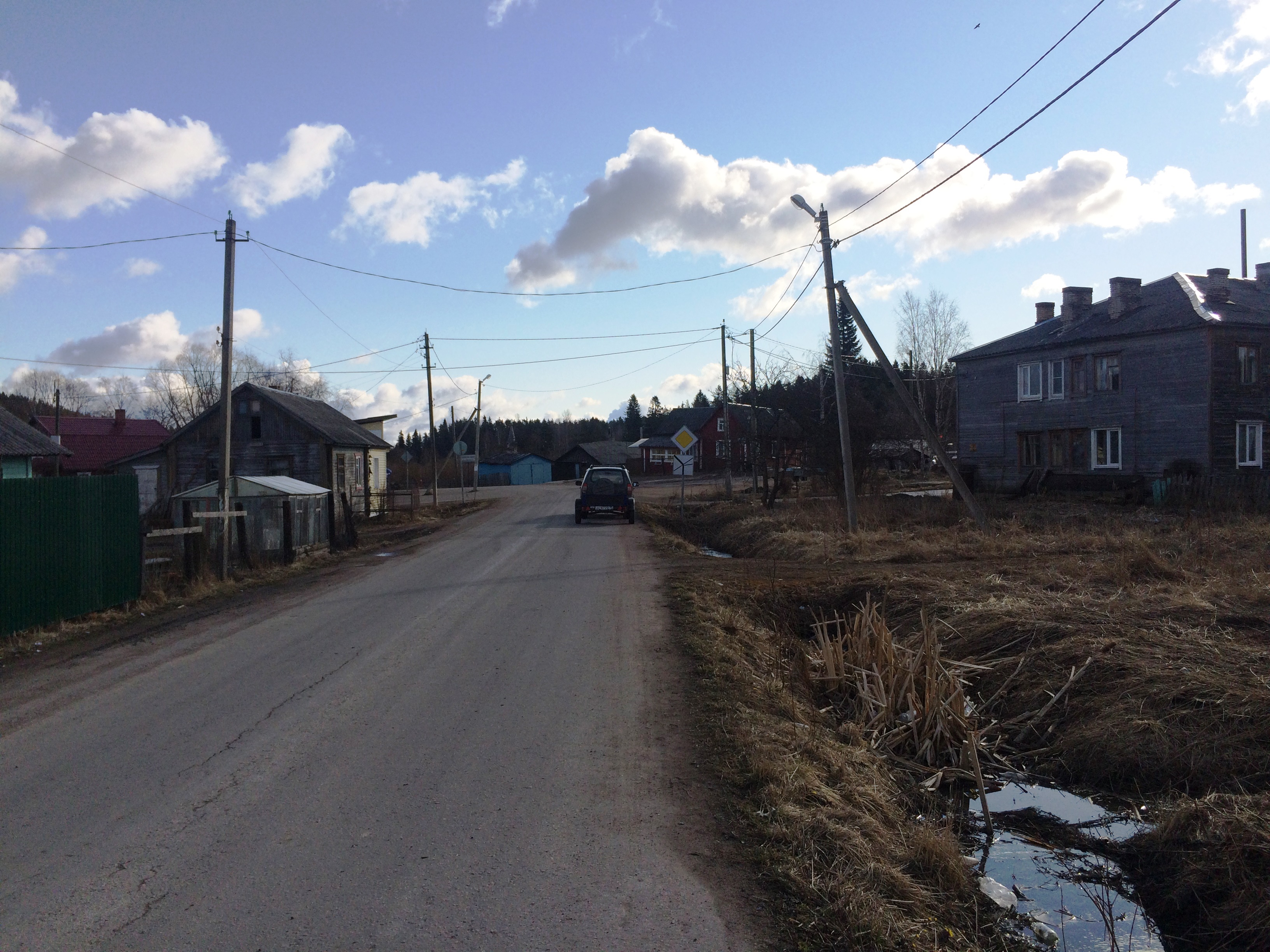
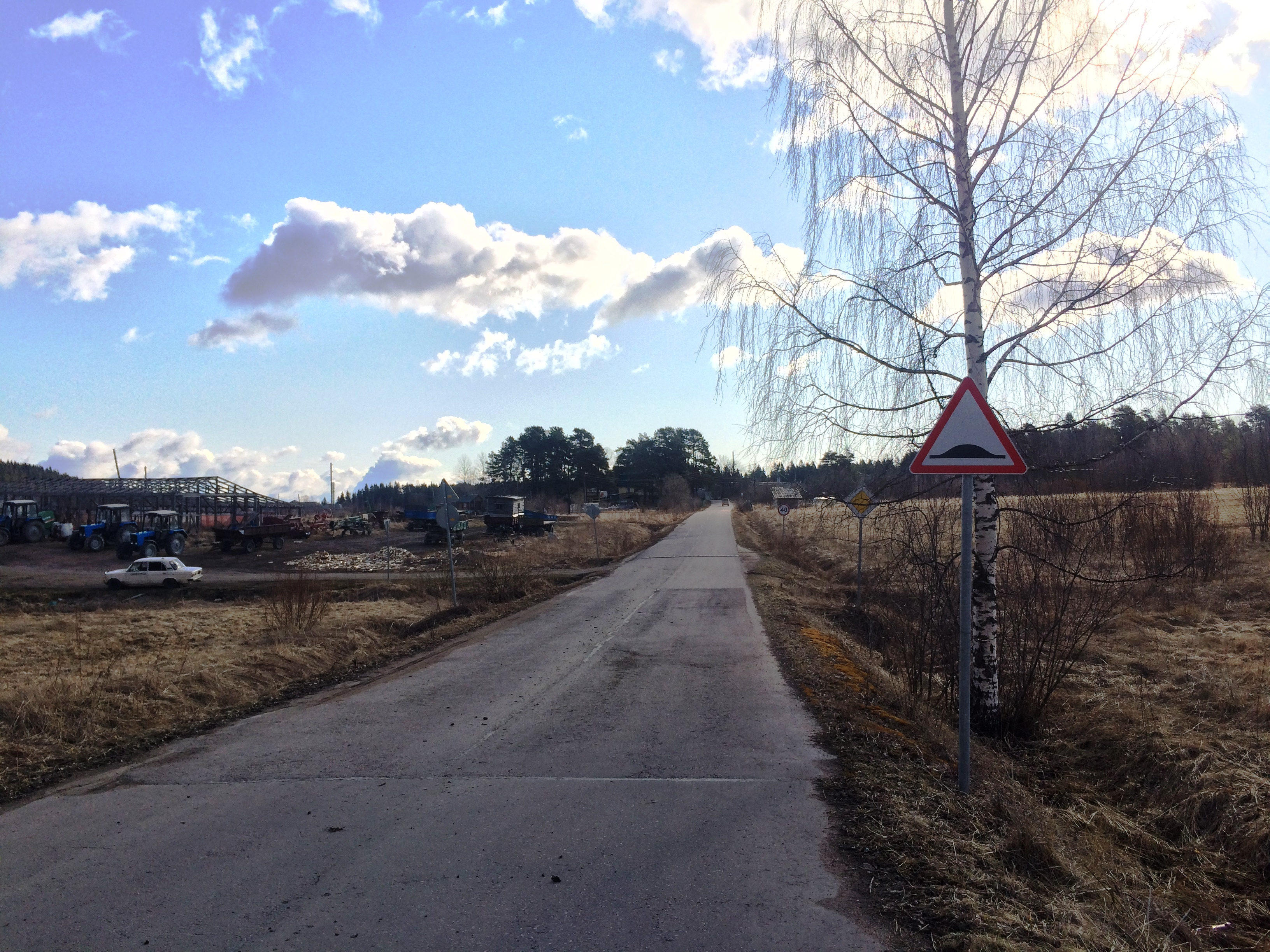
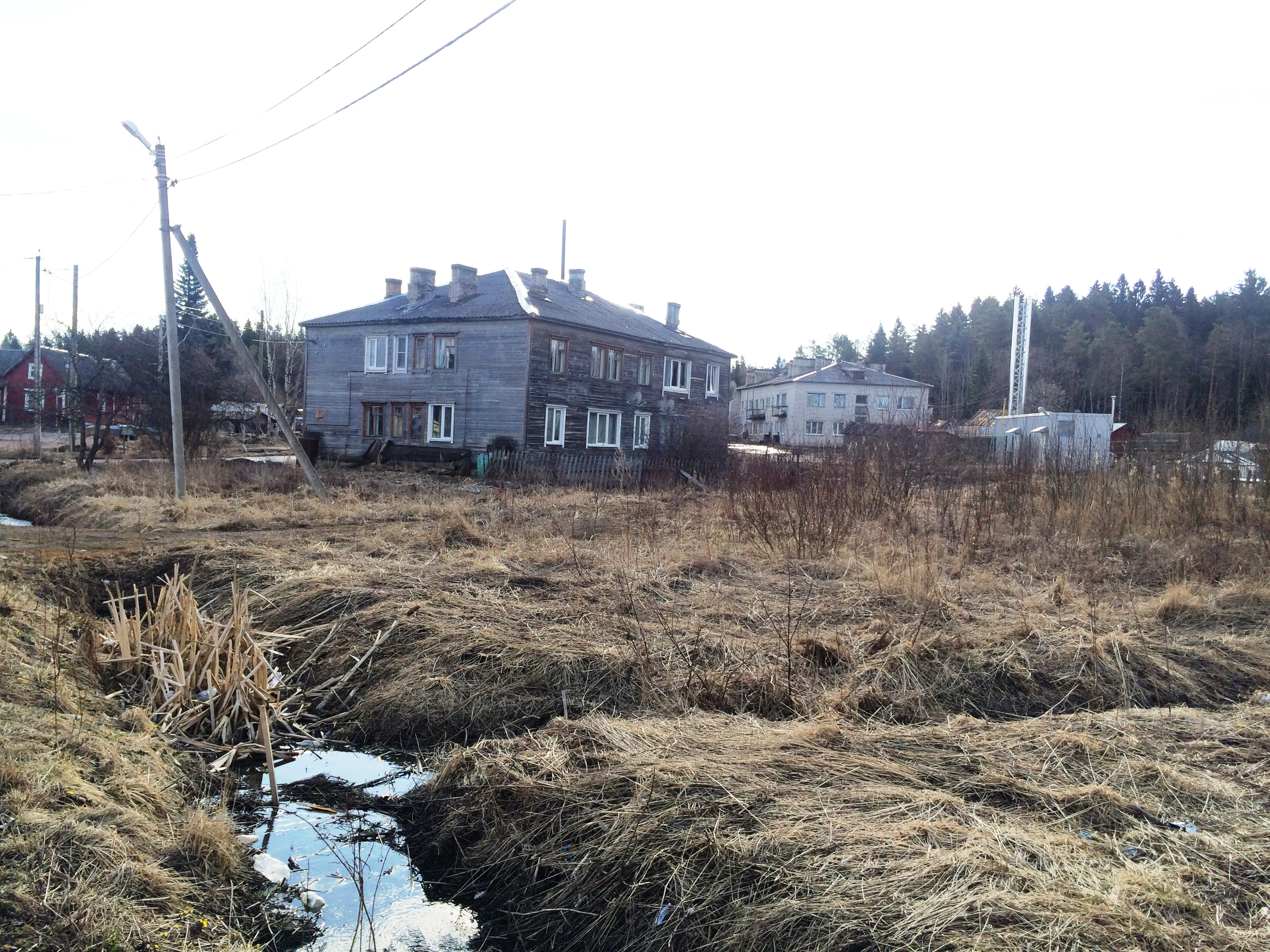
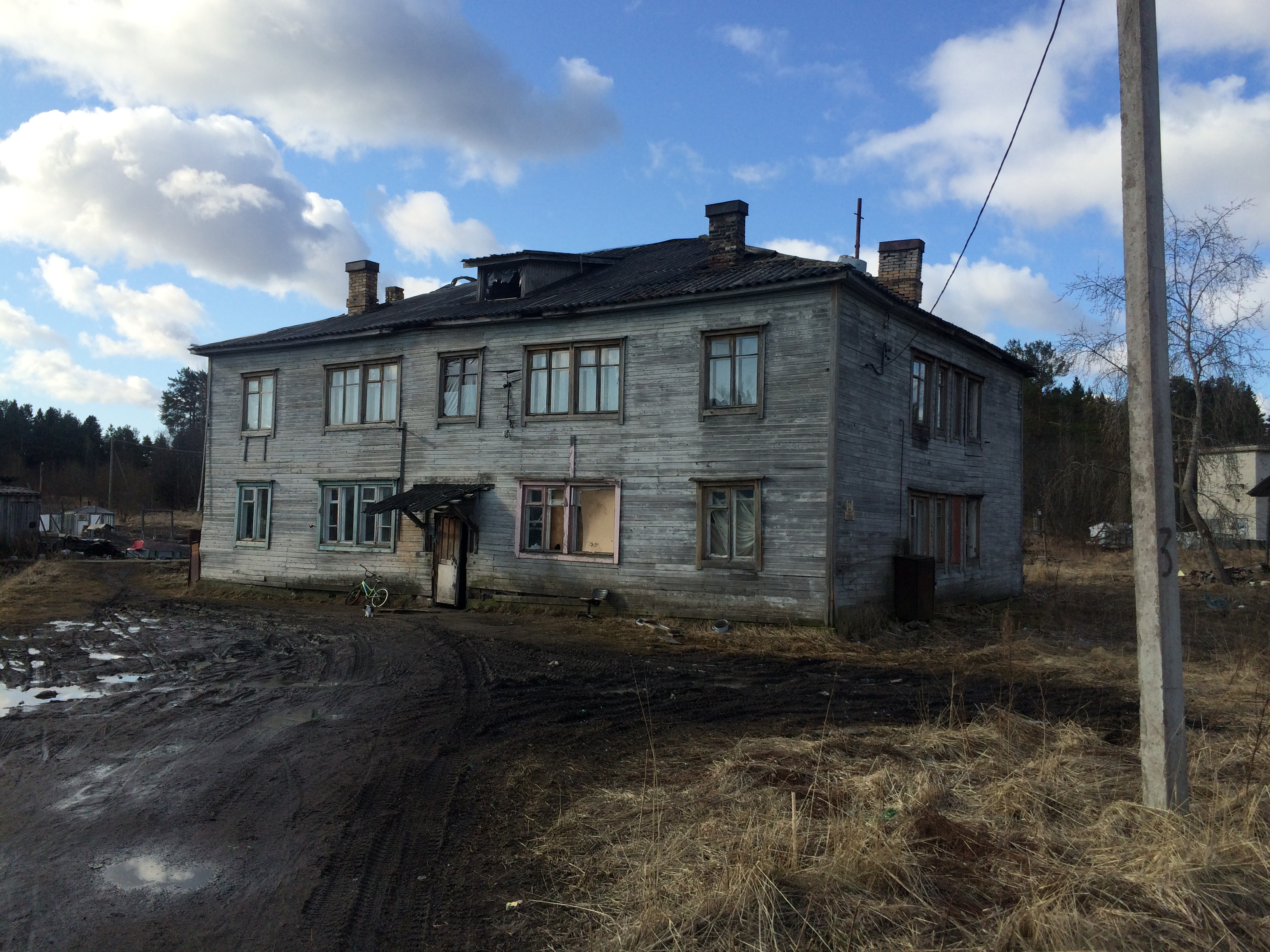
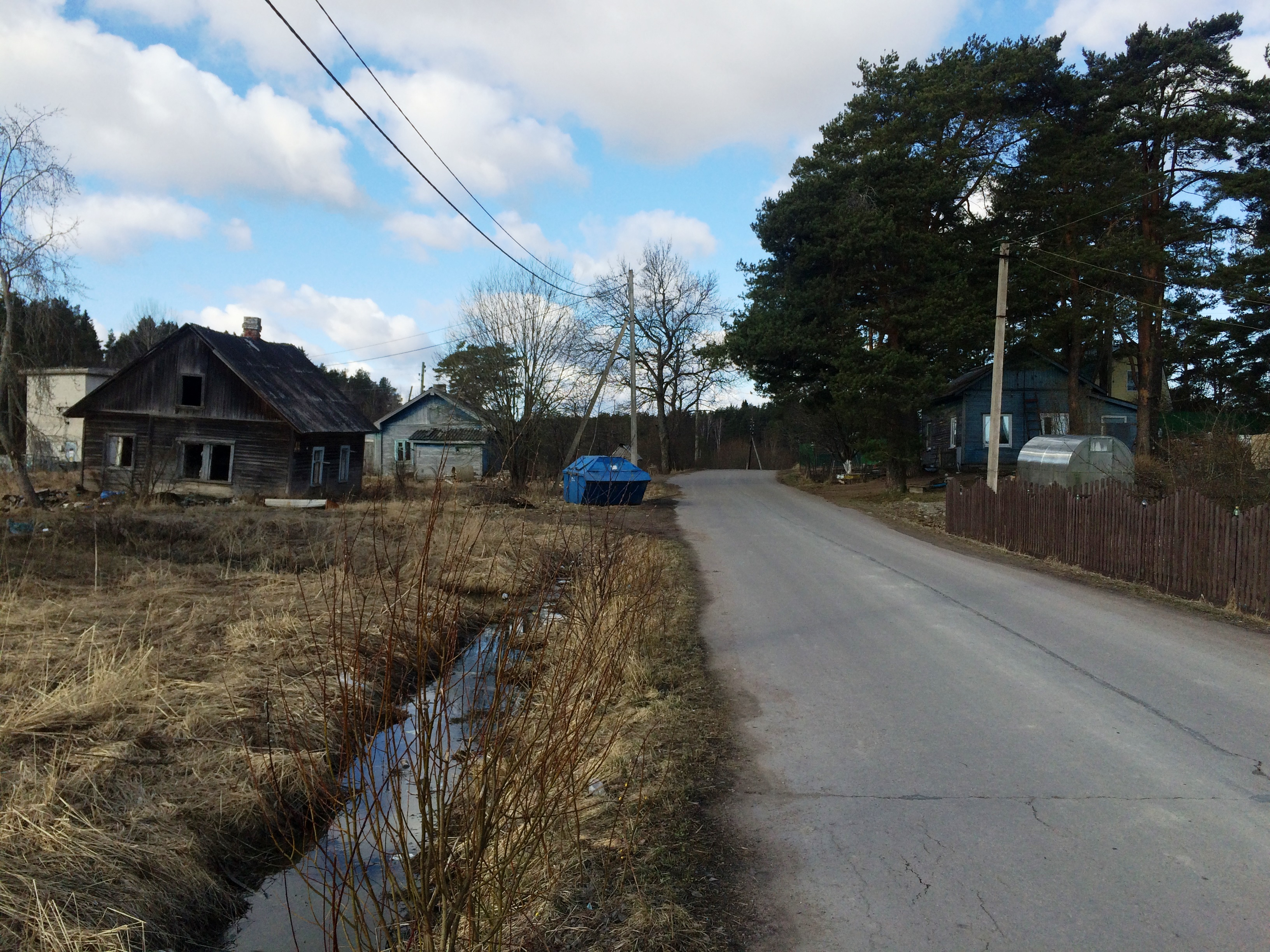